# Marcin Cieślak
Marcin Cieślak (Varsavia, 7 aprile 1992) è un nuotatore polacco.

## Palmarès
- Europei in vasca corta

Glasgow 2019: argento nella 4x50m sl e bronzo nei 100m farfalla.
- Olimpiadi giovanili

Singapore 2010: bronzo nei 200m farfalla.
- Europei giovanili

Praga 2009: oro nei 100m farfalla e nei 200m farfalla.
Helsinki 2010: oro nei 100m farfalla e argento nei 200m farfalla.

## International Swimming League
| Stagione 2019 | Stagione 2020 | Stagione 2021 |
| ------------- | ------------- | ------------- |
| Cali Condors  | Cali Condors  | Cali Condors  |